# Danthoniopsis wasaensis
Danthoniopsis wasaensis är en gräsart som beskrevs av Charles Edward Hubbard. Danthoniopsis wasaensis ingår i släktet Danthoniopsis, och familjen gräs.
Artens utbredningsområde är Kongo-Kinshasa. Inga underarter finns listade i Catalogue of Life.